# 古代ローマの内戦と反乱の一覧
古代ローマの内戦と反乱の一覧（こだいローマのないせんとはんらんのいちらん）では、古代ローマ（紀元前753年 - 476年、西ローマ帝国の滅亡まで）の領域内で発生した内戦や反乱、組織化された騒擾を列挙する。

## 紀元前3世紀
- 紀元前241年: ファリスキ人（英語版）の反乱 - 鎮圧[1]

## 紀元前2世紀
- 紀元前135年–紀元前132年: 第一次奴隷戦争 - シキリア属州での奴隷反乱。鎮圧[2][3]
- 紀元前125年: フレゲッラエの反乱（英語版） - 鎮圧[4]
- 紀元前104年–紀元前100年: 第二次奴隷戦争 - シキリア属州での奴隷反乱。鎮圧[5]

## 紀元前1世紀
この時期は、後世に「内乱の一世紀」と呼ばれるほどに内戦や大規模反乱が頻発していた。
- 紀元前91年–紀元前88年: 同盟市戦争 - 共和政ローマとイタリア半島の諸同盟市が衝突。ローマの勝利
- 紀元前88年–紀元前87年: 第一次スッラ内戦（英語版） - ルキウス・コルネリウス・スッラの支持者たちとガイウス・マリウスの軍が衝突。スッラの勝利
- 紀元前82年-81年: 第二次スッラ内戦（英語版） - スッラとマリウスの支持者同士が衝突。スッラの勝利
- 紀元前82年-72年: セルトリウスの反乱（英語版） - スッラ率いる共和政ローマと、マリウスを支持するクィントゥス・セルトリウス率いるヒスパニア諸属州が衝突。スッラの勝利
- 紀元前77年: レピドゥスの反乱 -  ローマ共和政のスッラ派体制に対しマルクス・アエミリウス・レピドゥスが反乱。スッラ派の勝利
- 紀元前73年-71年: 第三次奴隷戦争 - スパルタクス率いる剣闘士奴隷の蜂起をきっかけとするイタリアでの奴隷反乱。鎮圧
- 紀元前63年-62年: カティリナの陰謀 - 元老院とルキウス・セルギウス・カティリナ率いる反乱分子が衝突。元老院の勝利
- 紀元前49年-45年: ローマ内戦 (紀元前49年-紀元前45年) - ガイウス・ユリウス・カエサルと、グナエウス・ポンペイウス率いる閥族派が衝突。カエサルの勝利
- 紀元前46年: ベロウァキ族の反乱 - 北東ガリアの反乱。鎮圧
- 紀元前44年: アロブロゲス族の反乱 - ガリアの反乱。鎮圧
- 紀元前44年-43年: カエサル没後の内戦 - マルクス・トゥッリウス・キケロとカエサル・オクタウィアヌス率いる元老院派と、マルクス・アントニウスやマルクス・アエミリウス・レピドゥスの軍が衝突。引き分け、両派の統合
- 紀元前44年-42年: 解放者の内戦（英語版） - 第二回三頭政治体制派（アントニウス、レピドゥス、オクタウィアヌス）と、カエサルの暗殺者である (マルクス・ユニウス・ブルトゥスやガイウス・カッシウス・ロンギヌスらが衝突。三頭政治派の勝利
- 紀元前44年-36年: シキリア反乱（英語版） - 第二次三頭政治派（特にオクタウィアヌスとマルクス・ウィプサニウス・アグリッパ）と、セクストゥス・ポンペイウスの軍が衝突。三頭政治派の勝利
- 紀元前41年-40年: ペルシア戦争 (古代ローマ)（英語版） - オクタウィアヌスと、ルキウス・アントニウス（マルクス・アントニウスの弟）およびフルウィア（マルクス・アントニウスの妻）が衝突。オクタウィアヌスの勝利
- 紀元前38年: アクィタニアの反乱 - ガリア人部族の反乱。アグリッパにより鎮圧
- 紀元前32年-30年: アントニウス・オクタウィアヌス内戦（英語版） - アントニウスとプトレマイオス朝の女王クレオパトラ7世の連合軍と、オクタウィアヌスとアグリッパの軍が衝突。共和政ローマ最後の内戦。オクタウィアヌスの勝利
- 紀元前30年-29年: モリニ族・トレウェリ族の反乱 - ガリア北部の部族がゲルマン人の支援を受けて蜂起。鎮圧
- 紀元前30年: ナイル川デルタとテバイスの反乱 - ガイウス・コルネリウス・ガッルスにより鎮圧
- 紀元前28年-27年: アクィタニアの反乱 - マルクス・ウァレリウス・メッサッラ・コルウィヌスにより鎮圧
- 紀元前13年: ウォロガセスの反乱 - トラキアのディオニューソス神官による反乱。鎮圧
- 紀元前11年-9年: トラキアの南部山岳部族の反乱 - ルキウス・カルプルニウス・ピソ・カエソニヌスにより鎮圧
- 紀元前4年: ユダヤの反乱 - ユダヤ人反乱。プブリウス・クィンクティリウス・ウァルスにより鎮圧

## 1世紀
- 3年-6年: マウレタニアのガエトゥリ族の反乱 - コッスス・コルネリウス・レントゥルス・ガエトゥリクスにより鎮圧
- 6年: ガリラヤのユダの反乱 - ローマによる徴税に対するユダヤ人の抵抗。鎮圧
- 6年-9年: バト戦争（英語版） - イリュリクムでの大反乱。ティベリウスにより鎮圧
- 14年: ゲルマニアとイリュリクムの軍団の反乱 - ゲルマニクスとドルスス・ユリウス・カエサルにより鎮圧
- 17年-24年: タクファリナス族の反乱 - 北アフリカでの反乱。プブリウス・コルネリウス・ドラベッラにより鎮圧
- 21年: ユリウス・フロルスとユリウス・サクロウィルの反乱 - ガリアのトレウェリ族、ハエドゥイ族、アンデス族、トゥロニ族の反乱。ガイウス・シリウスとガイウス・カルプルニウス・アウィオラにより鎮圧
- 21年: コイラレトイ族、オドリュサイ人、ディオイ族の反乱 - トラキアでの反乱。P・ウェッラエウスにより鎮圧
- 26年: トラキアの反乱 -ガイウス・ポッパエウス・サビヌスにより鎮圧
- 28年: フリーシー人の反乱 - バドゥヘンナの林の戦いで反乱軍が勝利、ローマ軍撤退
- 36年: キエタエの反乱 - カッパドキアでの反乱。マルクス・トレベッリウスにより鎮圧
- 38年: アレクサンドリア暴動 (38年)
- 40年: アレクサンドリア暴動
- 40年-44年: アエデモンとサバルスの反乱 - マウレタニアでの反乱。ガイウス・スエトニウス・パウリヌスとグナエウス・ホシディウス・ゲタにより鎮圧
- 46年: トラキアの反乱 - 鎮圧
- 46年-48年: ヤコブとシモンの蜂起（英語版） - ガリラヤでの反乱。鎮圧
- 60年-61年: ブーディカの反乱 - ブリタンニアでの反乱。ガイウス・スエトニウス・パウリヌスにより鎮圧
- 66年-73年: 第一次ユダヤ戦争 - ユダヤ人の反乱。鎮圧
- 68年: ガイウス・ユリウス・ウィンデクスの反乱 - ガリア・ルグドゥネンシスでの反乱。ルキウス・ウェルギニウス・ルフスにより鎮圧
- 68年-69年: 四皇帝の年 - 68年のネロの廃位と自殺に伴う、帝位継承をめぐる争い。軍人のガルバ、オト、ウィテッリウスが数か月ごとに次々と帝位を奪い合い、最終的にユダヤ戦争に従事していたウェスパシアヌスが帝位を確保。フラウィウス朝を創始した。
- 69年: アニケトゥスの反乱 - ウィルディウス・ゲミヌスにより鎮圧
- 69年-70年: バタウィ族の反乱（英語版） - ガリアのバタウィ族、トレウェリ族、リンゴネス族の反乱。鎮圧
- 79年-80年: テレンティウス・マクシムスの陰謀 - 偽ネロの一人、アシアで帝位簒奪を計画、パルティアへ亡命。同地で処刑され失敗
- 89年: ルキウス・アントニウス・サトゥルニヌスの反乱 - ゲルマニア・スペリオルの2個軍団による反乱。鎮圧

## 2世紀
- 115年-117年: キトス戦争（英語版） - アエギュプトゥス、キュレナイカ、キュプルスでの反乱。鎮圧
- 117年: マウレタニアの反乱 - マルキウス・トゥルボにより鎮圧
- 122年: アレクサンドリアのアピス暴動
- 132年-136年: バル・コクバの乱 - ユダヤ人の反乱。鎮圧
- 152年: マウレタニアの反乱 - 鎮圧
- 153年: アレクサンドリアの暴動
- 172年: アエギュプトゥスのボウコロイの反乱 -ガイウス・アウィディウス・カッシウスにより鎮圧
- 175年: アウィディウス・カッシウスの反乱 - 帝位簒奪を企図して東方属州で決起。鎮圧
- 185年: ブリタンニアの軍団反乱 - ペルティナクスにより鎮圧
- 190年: アフリカの反乱 - 立て続けに2回発生。ペルティナクスにより鎮圧
- 192年-197年: 五皇帝の年とローマ内戦 - コンモドゥス帝の暗殺（192年）後、ペルティナクス、ディディウス・ユリアヌス、ペスケンニウス・ニゲル、クロディウス・アルビヌス、セプティミウス・セウェルスが帝位を争奪。セプティミウス・セウェルスの勝利、セウェルス朝創始

## 3世紀
- 218年: アンティオキアの戦い（英語版） - マクリヌス帝と帝位請求者ヘリオガバルスが衝突。マクリヌスの没落、ヘリオガバルスが帝位獲得
- 219年: ウェルスとゲッリウス・マクシムスの反乱 - 帝位簒奪を企図してシリアで決起。鎮圧
- 221年: セレウクスの反乱 - 帝位簒奪を企図して、おそらくモエシアで決起。鎮圧
- 227年: ルキウス・セイウス・ヘレンニウス・サッルスティウス（英語版）の陰謀 - ローマで皇帝を僭称。処刑され失敗
- 232年: タウリニウス（英語版）の反乱 - 帝位簒奪を企図してシリアで決起。鎮圧
- 235年-284年: 3世紀の危機 - 26人の皇帝が次々と入れ替わり、多数の僭称者も登場し、断続的に内戦が続いた。
  - 238年: 六皇帝の年 - マクシミヌス・トラクス帝に対する軍人たちの反乱とそれに続く内乱。ゴルディアヌス1世・2世の反乱はマクシミヌス・トラクス派の軍団により鎮圧されるも、マクシミヌス・トラクスも暗殺された。続いてプピエヌス、バルビヌス、ゴルディアヌス3世が次々と帝位を証した。前二者は、一月たらずで暗殺された。
  - 240年: サビニアヌスの反乱 - 帝位簒奪を企図してアフリカで決起。鎮圧
  - 248年-249年: ヨタピアヌス（英語版）とパカティアヌス（英語版）の反乱- 帝位簒奪を企図して前者はシリアで、後者はモエシアで決起。鎮圧
  - 249年: ウェロナの戦い（英語版） - ピリップス・アラブスが敗死、デキウスが帝位を簒奪
  - 250年: リキニアヌス（英語版）の反乱 - 帝位簒奪を企図してローマで決起。鎮圧
  - 251年: ティトゥス・ユリウス・プリスクス（英語版）の反乱 - 帝位簒奪を企図してトラキアで決起。鎮圧
  - 252年: キュリアデス（英語版）の反乱 - 帝位簒奪を企図してシリアで決起。鎮圧
  - 253年: トレボニアヌス・ガッルスとウォルシアヌスが部下の兵に殺害され、アエミリアヌスが帝位を簒奪。さらにウァレリアヌスがライン軍団を率いて反乱を起こすと、アエミリアヌスも部下の兵に殺害された。
  - 254年: ウラニウス（英語版）の反乱 - 帝位簒奪を企図してシリアで決起。鎮圧
  - 260年: インゲヌウス（英語版）とレガリアヌス（英語版）の反乱 - 帝位簒奪を企図してパンノニアで決起。鎮圧
  - 260年-261年: 大マクリアヌス、小マクリアヌス、クィエトゥス、バッリスタが帝位簒奪を企図して東方で決起。鎮圧
  - 260年-274年: ガリア帝国 - ポストゥムスが西方で独立。4代続き、アウレリアヌスにより再征服
  - 261年: ルキウス・ピソ（英語版）とウァレンス・テッサロニクス（英語版）の反乱 - 帝位簒奪を企図してアカエアで決起。
  - 261年-262年: ルキウス・ムッシウス・アエミリアヌス（英語版）とメモルの反乱 - 帝位簒奪を企図してエジプトで決起。鎮圧
  - 268年: アウレオルス（英語版）の陰謀 - 手勢でガッリエヌスを殺害するも、自身も殺される。クラウディウス・ゴティクスが跡を継いで皇帝に即位。
  - 270年: アウレリアヌスがクィンティッルスから帝位を簒奪。
  - 270年-273年: パルミラ帝国 - ゼノビアとウァバッラトゥスが東方で独立、皇帝を称する。アウレリアヌスにより再征服
  - 271年: フェリキッシムス（英語版）とセプティムス（英語版）の反乱 - 帝位簒奪を企図して、前者はローマで、後者はダルマティアで決起。鎮圧
  - 275年: アウレリアヌス帝が近衛隊に暗殺される。マルクス・クラウディウス・タキトゥスが跡を継いで皇帝に即位。
  - 276年: プロブスがフロリアヌスから帝位を簒奪。
  - 280年: ガイウス・ユリウス・サトゥルニヌスの反乱 - 帝位簒奪を企図して東方で決起。鎮圧
  - 280年-281年: プロクルスとボノスス（英語版）の反乱 - 帝位簒奪を企図して西方で決起。鎮圧
  - 283年-285年: サビヌス・ユリアヌス（英語版）の反乱 - 帝位簒奪を企図してパンノニアで決起。鎮圧
  - 284年-285年: ディオクレティアヌスがカリヌスから帝位を簒奪。
- 284年-286年: バガウダエの反乱（英語版） - アエリアヌスとアマンドゥス率いるガリアの農民反乱。鎮圧
- 286年-296年: カラウシウスの反乱（英語版） - カラウシウスとアッレクトゥス（英語版）がブリタンニア・北ガリアで蜂起。鎮圧
- 293年: テバイドのブシリス・コプトス諸市の反乱。ガレリウスにより鎮圧
- 297年-298年: ドミティウス・ドミティアヌス（英語版）とアキッレウス（英語版）の反乱 - 帝位簒奪を企図してエジプトで決起。鎮圧

## 4世紀
- 303年: エウゲニウス（英語版）の反乱 - 帝位簒奪を企図してシリアで決起。鎮圧
- 306年-324年: テトラルキア内戦（英語版） - マクセンティウスの簒奪とフラウィウス・ウァレリウス・セウェルスの敗北に始まり、リキニウスの敗北とコンスタンティヌス1世の帝国統一により終結。ディオクレティアヌスが構築したテトラルキアは崩壊した。
- 334年: カロカエルス（英語版）の反乱 - 帝位簒奪を企図してキュプルスで決起。鎮圧
- 337年: カエサルのダルマティウスとハンニバリアヌスが、コンスタンティウス2世により粛清される。
- 340年: コンスタンティヌス1世の息子たちの内乱 - コンスタンス1世が兄コンスタンティヌス2世をアクイレイア付近で破る。
- 350年-353年: ローマ内戦 (350年-353年) - マグネンティウスがコンスタンス1世を暗殺し帝位を簒奪するも、これをコンスタンティウス1世が破り、帝国唯一の正帝となる。
- 351年-352年: 対コンスタンティウス・ガッルス反乱（英語版） - ユダヤ人がシリア・パレスティナで蜂起。鎮圧
- 355年: クラウディウス・シルウァヌスの反乱 - 帝位簒奪を企図してガリアで決起。鎮圧
- 361年: ユリアヌスが帝位を簒奪。
- 365年-366年: プロコピウスの反乱（英語版） - ウァレンスがプロコピウスとマルケッルスを撃破。
- 372年: テオドルスの反乱 - 帝位簒奪を企図してアンティオキアで決起。鎮圧
- 372年-375年: フィルムスの反乱 -  アフリカで蜂起。大テオドシウスにより鎮圧
- 383年-384年: マグヌス・マクシムスが西方皇帝グラティアヌスから帝位を簒奪。グラティアヌスはアンドラガティウスに暗殺される。
- 387年: アンティオキアでテオドシウス1世に対する反税反乱が勃発。
- 387年-388年: ポエトウィオの戦い（英語版） - 東方皇帝テオドシウス1世が西方皇帝マグヌス・マクシムスを破る。
- 390年: テッサロニカの反乱 - 反テオドシウス1世反乱。テッサロニカの虐殺を誘発。
- 392年-394年: フリギドゥスの戦い - 東方皇帝テオドシウス1世が西方の簒奪者エウゲニウスを破り、帝国唯一の皇帝となる。.
- 398年: ギルド戦争（英語版） - コメスのギルドーが西方皇帝ホノリウスに対し反乱を起こす。マギステル・ミリトゥムのフラウィウス・スティリコにより鎮圧
- 399年-400年: トリビギルド（英語版）とガイナスの反乱 - 東方皇帝アルカディウスに対する反乱。鎮圧

## 5世紀
- 406年-413年: ホノリウスからの帝位簒奪をもくろみ、マルクス、グラティアヌス、コンスタンティヌス3世、コンスタンス2世、ヒスパニアのマクシムス、プリスクス・アッタルス、ヨウィヌス、セバスティアヌス、ヘラクリアヌスが反乱。いずれも鎮圧
- 409年-417年: バガウダエ族の反乱 - ロワール渓谷およびブルターニュで決起。
- 419年-421年: ヒスパニアのマクシムスの反乱 - 鎮圧
- 423年-425年: ウァレンティニアヌス3世がヨハンネスを破る。
- 427年-429年: コメス・アフリカエのボニファキウスとマギステル・ミリトゥムのフラウィウス・フェリクスの内戦 - ガッラ・プラキディアの仲介により終結
- 432年: リミニの戦い（英語版） - マギステル・ミリトゥムのボニファキウスが対立マギステル・ミリトゥムのフラウィウス・アエティウスを破るが、戦傷がもとで間もなく死去。アエティウスが西ローマ帝国の実権を掌握する。
- 435年-437年: バガウダエ族の反乱 - ティバットに率いられガリアで蜂起。アエティウスにより鎮圧
- 455年: ウァレンティニアヌス3世の暗殺。ペトロニウス・マクシムスが帝位を簒奪
- 455年: ペトロニウス・マクシムスが群衆に石打ちで殺害され、アウィトゥスが帝位につく。
- 461年: リキメルがマヨリアヌスを暗殺。
- 468年: アルウァンドゥス（英語版）の帝位簒奪陰謀 - 失敗
- 470年: ロマヌス (僭称者)（英語版）の反乱 - 帝位簒奪を企図して決起。鎮圧
- 472年: リキメルがアンテミウスを破って処刑。
- 474年: ユリウス・ネポスがグリケリウスを廃位、帝位を簒奪。
- 475年: フラウィウス・オレステスがユリウス・ネポスを打倒、息子ロムルス・アウグストゥルスを帝位に就ける。
- 476年: オドアケルがオレステスを打倒、ロムルス・アウグストゥルスを廃位。西ローマ帝国滅亡